# Градоначальники Ставрополя
 Глава города Ставрополя  — высшее должностное лицо города Ставрополя, наделяется настоящим Уставом в соответствии с федеральным законом полномочиями по решению вопросов. Глава города Ставрополя подотчётен непосредственно населению города Ставрополя и Ставропольской городской Думе.

## Высшие должностные лица города
Это список градоначальников города Ставрополя, начиная с получения им статуса города в 1777 году.

### 1777—1917
| Фамилия, Имя Отчество         | Период руководства | Должность        |
| ----------------------------- | ------------------ | ---------------- |
| Козьма Яковлев                | 1787—?             | городской голова |
| Никита Плотников              | 1815—1821          | городской голова |
| Игнатий Волобуев              | 1822—1823          | городской голова |
| Корней Чернов                 | 1826               | городской голова |
| Николай Алафузов              | 1828               | городской голова |
| Плотников, Никита Михайлович  | 1829—1830          | городской голова |
| Волобуев, Игнатий Иудович     | 1831—?             | городской голова |
| Волобуев, Игнатий Иудович     | 1836—?             | городской голова |
| Плотников, Никита Михайлович  | 1839—1843          | городской голова |
| Волобуев, Игнатий Иудович     | 1847—1849          | городской голова |
| Деревщиков, Сергей Федотович  | 1857—1859          | городской голова |
| Деревщиков, Сергей Федотович  | 1869—1873          | городской голова |
| Деревщиков, Сергей Федотович  | 1875—1878          | городской голова |
| Ртищев, Сергей Иванович       | 1894—1898          | городской голова |
| Иванов, Николай Тимофеевич    | 1902—1909          | городской голова |
| Оболенский, Сергей Дмитриевич | ?—1917             | городской голова |

### 1917—1991
| Фамилия, Имя Отчество              | Период руководства | Должность                                         |
| ---------------------------------- | ------------------ | ------------------------------------------------- |
| Логвиненко, Андрей Васильевич      | 1932—1935          | председатель горисполкома                         |
| Жигайло, Антон Петрович            | 1937               | председатель горисполкома                         |
| Попов, Василий Никитович           | 1937—1939          | председатель горисполкома                         |
| Барков, Александр Николаевич       | 1940—1941          | председатель горисполкома                         |
| Елагин, Александр Николаевич       | 1941—1943          | председатель горисполкома                         |
| Раков, Фёдор Афанасьевич           | 1941—1943          | председатель горисполкома                         |
| Богданов, Иван Васильевич          | 1943—1944          | председатель горисполкома                         |
| Господнев, В. Д.                   | 1944—1945          | председатель горисполкома                         |
| Дорохов, Михаил Акимович           | 1950—1952          | председатель горисполкома                         |
| Новиков, Василий Константинович    | 1950               | председатель горисполкома                         |
| Петрохалко, Алексей Константинович | 1950—1955          | председатель горисполкома                         |
| Кащенко, Андрей Андреевич          | 1955—1958          | председатель горисполкома                         |
| Кленков, Геннадий Александрович    | 1958—1959          | председатель горисполкома                         |
| Иванов, Пётр Иванович              | 1959—1963          | председатель горисполкома                         |
| Поздняков, Леонид Васильевич       | 1963—1967          | председатель горисполкома                         |
| Наумов, Николай Георгиевич         | 1967—1971          | председатель горисполкома                         |
| Коновалов, Александр Тимофеевич    | 1971—1974          | председатель горисполкома                         |
| Маркарьянц, Владимир Суренович     | 1974—1975          | председатель горисполкома                         |
| Родимов, Дмитрий Дмитриевич        | 1975—1978          | председатель горисполкома                         |
| Усов, Михаил Антонович             | 1978—1984          | председатель горисполкома                         |
| Маслов, Николай Александрович      | 1984—1987          | председатель горисполкома                         |
| Старостин, Геннадий Петрович       | 1987—1989          | председатель горисполкома                         |
| Марченко, Пётр Петрович            | 1989               | председатель горисполкома                         |
| Кузнецов, Евгений Семёнович        | 1990—1991          | председатель горисполкома                         |
| Салов, Геннадий Васильевич         | 1991—1992          | председатель городского Совета народных депутатов |
| Федорюк, Юрий Иванович             | 1992—1993          | председатель горисполкома                         |

### С 1991
| Фамилия, Имя Отчество           | Период руководства                | Должность                                |
| ------------------------------- | --------------------------------- | ---------------------------------------- |
| Кузьмин, Михаил Владимирович    | 11 декабря 1991 — 16 декабря 2001 | глава администрации города, глава города |
| Тимошенко, Иван Михайлович      | 2001—2002                         | глава администрации города               |
| Кузьмин, Дмитрий Сергеевич      | 21 сентября 2003 — 16 июля 2008   | глава администрации города, глава города |
| Пальцев, Николай Иванович       | 16 июля 2008 — 25 марта 2011      | глава города                             |
| Колягин, Георгий Семёнович      | 25 марта 2011 — 1 октября 2016    | глава города                             |
| Джатдоев, Андрей Хасанович      | 1 октября 2016 — 30 апреля 2020   | глава города                             |
| Семёнов, Дмитрий Юрьевич (врио) | 11 мая — 11 июня 2020             | глава города                             |
| Ульянченко, Иван Иванович       | с 11 июня 2020                    | глава города                             |